# یریسهوه
یریسهوه (به آلمانی: Jerrishoe) یک شهر در آلمان است که در اشلسویگ-فلنسبورگ واقع شده‌است. یریسهوه  ۹۹۸ نفر جمعیت دارد.